# DAN DOH!!
『DAN DOH!!』（ダンドー!!）は、原作：坂田信弘、作画：万乗大智による漫画作品。『週刊少年サンデー』（小学館）にて、1995年15号から2000年30号まで連載された。2004年から2005年にかけて新装版コミックスが刊行｡ 
続編となる『DAN DOH!! Xi』（ダンドー!! ザイ）は2000年32号から2003年19号まで、さらにその続編となる『DAN DOH!! ネクストジェネレーション』（ダンドー!! ネクストジェネレーション）は2004年17号から2005年1号までそれぞれ連載された。
2004年にはテレビアニメが放送された。

## ストーリー

### DANDOH!!
ある日、熊本市の小学校に通う野球少年、青葉弾道（通称：ダンドー）は学校でプロゴルファー新庄樹靖の試合のビデオを観て、ゴルフというスポーツを知る事になる。その後、ひょんな事から新庄本人と出会い、幼馴染である砂田優香や大池弘平と共にゴルフの指導を受ける事になる。
持ち前の運動神経も手伝って、ダンドーは様々なゴルフセンスを身に着けていく。その中で、プロゴルファー赤野拓也と共にダンドーは「全日空オープン」でキャディとして出場し、赤野を見事優勝へと導いた。その後も「KBCオーガスタ」や「タイ・アジアンマッチ」に出場し、様々な強敵と戦っていった。
そして、中学生となったダンドーは新庄や赤野を追って、彼等が出場する「全英オープン」を目指して旅立った。

### DANDOH!! Xi
「全英オープン」を目指してセント・アンドルーズへと旅立ったダンドーは、経由地であるタイで、極悪組織のボスの娘ラミア・タンティンと出会う。ダンドーのゴルフに魅了されたラミアは、キャディーとして、全英出場を目指すダンドーと共に旅に出る事に。デロン王国から来たゴルファー、ムクムク王子と、全英への出場枠を懸けて激突。見事にムクムクを下し、全英出場権を得た。しかし、ラミアが試合前日に生き別れた双子の姉、エバ・スターリングが誘拐され掛けていたのを救出しようとして負傷。代わりに姉のエバがダンドーのキャディを務める事になった。
全英当日、師・新庄や赤野との再会を果たし、新庄に導かれながらダンドーはスコアを伸ばして行く。その後、病に倒れた新庄に代わって、宿敵「ラファエル・バーン」と一騎討ちをし見事勝利を収めた

### DANDOH!! ネクストジェネレーション
ある日、療養していた師･新庄が病死した事を知ったダンドーたちは、新庄が企画していたゴルフ大会「新庄インビテーショナル」の会場へと向かう。しかし、そこは新庄の後継者を名乗るローマンスター社の会長「ルチオ･フルチ」に乗っ取られてしまっていた。ダンドーは仲間達と共にルチオに立ち向かう。その中で、ダンドーを「全英オープン」で見て憧れたという小学生、竜之介がダンドーのキャディを務める事になった。今回の物語は師･新庄の想いをダンドーから竜之介、つまり次の世代へと受け継がれていく様が描かれている。

## 登場人物
声の項は特記の無い限りテレビアニメ版の声優。

### 「DANDOH!!」で初登場
青葉弾道（あおば ただみち）
声 - 小林ゆう、山口勝平（サンデーCM劇場）
本作の主人公。あだ名は「ダンドー」。当初は野球で活躍していたが、野球のバットよりも早く、遠くに弾を飛ばせるゴルフに魅了され、新庄と出会った事によりゴルフの道を歩む事になる。元から運動神経に秀でていたが、新庄の指導によりゴルフの技術やセンス、ゴルフに対する真摯さを身につけ、度重なる困難を乗り越える事でその才能を爆発的に開花させていく。ゴルフに関して熱意がある反面、無理をしがちで子供が故の肉体の脆さから無理がたたって本番で負傷、体を壊す事も多い。ゴルフとしての試合経験の他、キャディとして参加する経験もあるが、その際も無理をして負傷したケースもある。とある事情から母と別居中の父子家庭に育ち、母親がいると聞いた北海道に単身向かう一面もある。小学生当時赤野のキャディーとして参加した大会で出会った帝王ジャック・ニクラウスに認められるものの、英語が理解できなかったため言葉を交わせなかった事を悔やみ英語を洋画を字幕スーパーなしで見られるほどに独学で勉強したこともある。「Xi」の頃には最早ゴルフという枠に収まらないスーパーショットを多く出す。年齢ももうじきプロになれる頃に差し掛かっていたが彼自身はプロ、アマチュアという枠にはあまり興味がないようで、通学している中学校で自らが設立したゴルフ同好会でゴルフを続けている。
砂田優香（すなだ ゆか）
声 - 平山あや
ダンドーの幼馴染で、野球チームの仲間。ダンドーと共に新庄の元でゴルフを学び、ゴルファーの道を志す。両親が東京へ引っ越した為、ダンドーの家の居候となる。ダンドーには小学生の頃から好意を寄せている。全英オープンの際にはダンドーの活躍をいち早く聞く為に、携帯ラジオを手に中継を聴いたり、学校に忍び込む事もあった。後に全英オープンに予選でドライバーを壊してしまったダンドーに自分のドライバーを届けるため、後を追うこともあった。
大池弘平（おおいけ こうへい）
声 - 一田梨江
ダンドーの幼馴染で、野球チームの仲間。ダンドーと共に新庄の元でゴルフを学び、ゴルファーの道を志す。ダンドーとは競い合いながら腕を磨いていたが、次第にダンドーとの力量さに開きが生まれ始め、内心焦りを感じていた。親の転勤でアメリカに引っ越す事になりダンドーや優香とは離れ離れになってしまうが、アメリカでもゴルフを続ける事を決める。「Xi」の頃にはアメリカのアマチュアのゴルフ大会で好成績を収めている。
新庄樹靖（しんじょう みきやす）
声 - 中原茂
ダンドー達の師匠で、伝説のプロゴルファーと呼ばれる。ダンドー達の住む町で隠居生活を送っていたが、新庄宅の庭木を切ってゴルフクラブを作ろうとしたダンドーらと出会う。新庄の事を知っていたダンドーにゴルフの教授をせがまれてテストを課し、それに合格した彼らを指導する事になる。物腰穏やかで心には強い信念とゴルフへの愛情を持った青年だが、体は病に蝕まれておりボロボロである。それでもダンドーらの指導を通じてダンドーらのゴルフへの熱意を感じ、彼らにゴルフの未来を見せる為、全英オープンに再び出場を決意する。全英オープンでは至上最高と言われるスコアを残しながらも、最終ホールで体が限界となり、目も見えず耳も聞こえないような状態で延々とパットを外し続けたが、キャディとなったダンドーの導きで見事カップインし、その姿には惜しみない拍手が贈られた。その後はダンドーら未来のゴルファーの為に一つのゴルフ場を建設を計画し、見事完成するもダンドーが新庄からの手紙に気づかず、共に最後のゴルフをする事は出来なかった。その生涯はゴルフ界にとどろいており、それを悪用しようとたくらむ者も現れたが、彼を心底慕うものもまた多かった。
赤野拓也（あかの たくや）
声 - 稲田徹
ダンドーが慕うプロゴルファーで、彼にとって良き兄貴分と言える存在。ぶっきらぼうだが根は優しい性格。ダンドーが九州大会に出場していた時、彼を毛嫌いするゴルフ協会会長の命令で監視することになり、それがきっかけでダンドーと出会う。かつてギャラリーを殴った為にプロ資格を剥奪されたことがある。全英オープンでは新庄のキャディも務めた。九州大会後、ダンドーの師である新庄の推薦で北海道で行われる全日空オープンのゴルフ大会に推薦選手として参加する。その大会でダンドーをキャディに指名し、初日最下位だったが、ダンドーのキャディとしてのコースマネジメントと本人の技術で3日目には3位まで這い上がった。元から持ちえていたセンスか、はたまた「クソッタレ場」での練習が下地になっていたのか、場末のプロゴルファーだったとは思えないほど高い実力を持ち合わせており、帝王ジャック・ニクラウスと対峙した時も一歩も引かない接戦を繰り広げた。後にダンドーのキャディを務めた戸高とコンビを組んで全英オープンにも出場している。
風間竜二（かざま りゅうじ）
声 - 野田順子
スポーツジムでダンドーが出会った少年。
ダンドーのゴルフを見て以降、彼をライバル視するようになる。ダンドーは風間の事を「メカゴジラ」と呼んでいる。
石神一郎（いしがみ いちろう）
声 - 矢部雅史
数々の外国の大会で優勝している、石神兄弟の兄。
性格は冷静でほとんど無口。
石神二郎（いしがみ じろう）
声 - 時田光
一郎の双子の弟。
横田健吾（よこた けんご）
声 - 志村知幸
ダンドーたちが練習している時に、突如割り込んできた少年。
ダンドーたちを挑発し新庄のことまでも馬鹿にしたため、ダンドーを怒らせてしまった。その後ダンドーたちに勝負を挑んでくる。

### 「DANDOH!!Xi」で初登場
ラミア・タンティン
タイの極悪組織のボスの娘。ダンドーのキャディとなる。全英オープンに向かう途中に荷物を盗まれたダンドーと出会い、彼に協力。そのまま全英オープンまで同行することになる。ダンドーの事はタイ・アジアンカップの活躍で知っており、初登場の時からダンドーに好意を寄せていたが、友人ですらいられなくなるかもしれないと自身が女の子であることを隠していた。物語の最終エピソードの最中ではダンドーに女の子だったと気付かれていた。後にダンドーと優香の通っている日本の中学校へ転校。父が日本でゴルフビジネスを始めるという口実もあるようだが、本音は違うと優香に指摘されてしまう。以降は優香とはダンドーをめぐってのライバル関係（単にいがみ合うだけではなく、その心情を解り合い、時に打算なく手を結ぶこともできる本当の意味でのライバル関係）にあり、当然のごとくゴルフ同好会に入会している。ちなみに口実の「ゴルフビジネス」に関しては「父親の運営」と言うよりもラミア自身が実質的な運営指揮権を持っているようで、こと関連ビジネスにおいては父の組織のほぼ全権を掌握しており、現在は極悪組織時代からいる組織人員の意識改革やビジネスの拡充に苦慮している。むろんダンドーへのサポートも公私共に優れたキャディであろうと全身全霊で取り組んでいる。
ムクムク王子
海に沈みそうな小国の島国・デロン王国の王子、ダンドーの永遠のライバルであり親友となる。小国でゴルフ場も満足に作れないような貧乏国家であるため、ゴルフ技術は大変荒削りながら、無風であれば160ヤード以内の距離をピンポイントで沈めてしまうハイレベルなアプローチテクを持っており、バンカーショットと水面をフェアウェイに見立てた水切りショットにおいてその真価を発揮する。王子という育ちから大変な自信家であり、普段は陽気で軽妙な三枚目だが、内心は潔さと年齢不相応な聡明さを兼ね備えている。
エバ・スターリング
生き別れたラミアの双子の姉。「スターリング」は、亡き母の旧姓。ゴルファーだが、全英オープンでは負傷したラミアに代わりダンドーのキャディを務める。顔はラミアと瓜二つだが、大変な巨乳であり、特に全英オープン初日は、ラミアに化けてバッグを担いだ為、隠し通すのに大変な苦労を要した。当初は妹のラミアを「父母の愛情を独り占めにした」、「父母が自分を捨てた」と恨んでいたが、後に父によってかつて母が自身のために全英への道を放棄したことや当時の父母が置かれていた立場を知らされて和解する。
ラファエル・バーン
新庄とともに聖人・リチャード・ハントのもとで学んだ最強のゴルファー。過去に母親と愛犬・アレックスを権力者の陰謀によって失った事から人間を強く憎み、その象徴ととらえたゴルフそのものに復讐を誓う。

### 「DANDOH!!ネクストジェネレーション」で初登場
竜之介（りゅうのすけ）
ダンドーに憧れて、新庄からゴルフを教わった。ダンドーのキャディを務める。

## 書誌情報
- 坂田信弘（原作）・万乗大智（作画）『DAN DOH!!〔新装版〕』小学館〈少年サンデーコミックス〉、全29巻
  1. 2004年3月18日発売[1]
  2. 2004年3月18日発売[2]
  3. 2004年3月18日発売[3]
  4. 2004年4月17日発売[4]
  5. 2004年4月17日発売[5]
  6. 2004年4月17日発売[6]
  7. 2004年5月18日発売[7]
  8. 2004年5月18日発売[8]
  9. 2004年5月18日発売[9]
  10. 2004年6月18日発売[10]
  11. 2004年6月18日発売[11]
  12. 2004年6月18日発売[12]
  13. 2004年7月15日発売[13]
  14. 2004年7月15日発売[14]
  15. 2004年7月15日発売[15]
  16. 2004年8月6日発売[16]
  17. 2004年8月6日発売[17]
  18. 2004年9月17日発売[18]
  19. 2004年9月17日発売[19]
  20. 2004年10月18日発売[20]
  21. 2004年10月18日発売[21]
  22. 2004年11月18日発売[22]
  23. 2004年11月18日発売[23]
  24. 2004年12月16日発売[24]
  25. 2004年12月16日発売[25]
  26. 2005年1月18日発売[26]
  27. 2005年1月18日発売[27]
  28. 2005年2月18日発売[28]
  29. 2005年2月18日発売[29]
- 坂田信弘（原作）・万乗大智（作画）『DAN DOH!! Xi』小学館〈少年サンデーコミックス〉、全15巻
  1. 2000年12月18日発売[30]
  2. 2001年2月17日発売[31]
  3. 2001年4月18日発売[32]
  4. 2001年7月18日発売[33]
  5. 2001年9月18日発売[34]
  6. 2001年12月18日発売[35]
  7. 2002年3月18日発売[36]
  8. 2002年5月18日発売[37]
  9. 2002年7月18日発売[38]
  10. 2002年9月18日発売[39]
  11. 2002年11月18日発売[40]
  12. 2003年1月18日発売[41]
  13. 2003年3月18日発売[42]
  14. 2003年4月18日発売[43]
  15. 2003年5月17日発売[44]

- 坂田信弘（原作）・万乗大智（作画）『DAN DOH!! ネクストジェネレーション』小学館〈少年サンデーコミックス〉、全4巻
  1. 2004年7月16日発売[45]
  2. 2004年9月17日発売[46]
  3. 2004年11月18日発売[47]
  4. 2005年1月18日発売[48]

## テレビアニメ
2004年4月から9月までテレビ東京系列にて放送された。ナレーションは池田政典。

### スタッフ
- 原作 - 作・坂田信弘、画・万乗大智（小学館 週刊少年サンデー連載）
- 監督・キャラクターデザイン - 大森英敏
- 企画 - 都築伸一郎（小学館）、深沢幹彦（テレビ東京）、菅井敦（ホリプロ）※各々の所属社名（　　　）はノン・クレジット
- 原案協力　三上信一、鳥光裕
- シリーズ構成 - 木村暢
- 小物デザイン - 水谷麻美子
- 美術監督 - 吉川洋史
- 色彩設計 - 木村早苗
- タイトルロゴデザイン - 小松美紀子＋ベイブリッジスタジオ
- 撮影監督 - 久保博志
- 編集 - 櫻井崇
- 音楽 - 下村陽子
- 音響監督 - 渡辺淳
- 音楽協力 - テレビ東京ミュージック
- アソシエイトプロデューサー - 本田浩司
- プロデューサー - 東不可止（テレビ東京）、八田紳作（テレビ東京メディアネット）、池田裕之（ホリプロ）
- アニメーション制作 - 東京キッズ
- 製作 - テレビ東京[49]、テレビ東京メディアネット[50]、ホリプロ[51]

#### 各話スタッフ
- 編集助手 - 福田豊、高橋敦史（第17打 - 第26打）
- ビデオ編集 - イマジカ
- 効果 - 有田利樹 (スワラ・プロ）
- 整音 - 黒崎裕樹
- 整音助手 - 小山雄一郎（第8打 - 第26打）
- 録音スタジオ - グロービジョン
- 音響制作 - ダックス　平田哲、稲葉順一
- 設定制作 - 冨田剛司
- ラインプロデューサー - 木村健吾（東京キッズ）、青木清光（東京キッズ）
- 番組宣伝 - 備前島幹人、笹原七重（第1打 - 第13打）→国安百合[52]（第14打 - 第26打、テレビ東京）、土橋哲也
- 後援 - 日本ジュニアゴルファー育成協議会（JGC、第4打 - 第26打）
- 企画協力 - 峯岸卓生、橘倍男、瀬端文雄、中村直樹

### 主題歌
「Going on!」
Bullet77によるオープニングテーマ。作詞はノダジュン、作曲・編曲はタダミツヒロ。
「WILD FLOWER 〜花に嵐の喩えあり〜」
Bullet77による第1話 - 第13話エンディングテーマ。作詞はノダジュン、作曲・編曲はタダミツヒロ。
「Believe in love」
Bullet77による第14話 - 第25話エンディングテーマ。作詞はノダジュン、作曲・編曲はタダミツヒロ。

### 各話リスト
| 話数   | サブタイトル     | 脚本                | 絵コンテ          | 演出                | 作画監督                 | 放送日        |
| ------ | ---------------- | ------------------- | ----------------- | ------------------- | ------------------------ | ------------- |
| 第1打  | ダンドーの夢     | 木村暢              | 大森英敏          | 山口美浩            | 大森英敏                 | 2004年 4月3日 |
| 第2打  | 選手権           | 木村暢              | 小林孝嗣          | 山口美浩            | 島沢ノリコ               | 4月10日       |
| 第3打  | 優香             | 篠崎ゆかり          | 大森英敏          | 三家本泰美 山口美浩 | 飯田宏義                 | 4月17日       |
| 第4打  | ミスショット     | 寺崎敦子            | 大宅光子          | 大宅光子            | 高梨光                   | 4月24日       |
| 第5打  | ニコボール       | あまみやひとみ      | 松園公            | 小倉宏文            | 中野彰子                 | 5月1日        |
| 第6打  | 横田             | 木村暢              | 阿宮正和 大森英敏 | 山口美浩            | 松岡秀明                 | 5月8日        |
| 第7打  | 決勝ラウンド     | 兵頭一歩            | 横田和善          | 横田和善            | 木下ゆうき               | 5月15日       |
| 第8打  | 父               | 木村暢 黒岩ヒデユキ | 大森英敏 菊池一仁 | 廣川集一            | 工藤柾輝                 | 5月22日       |
| 第9打  | 6番アイアン      | 寺崎敦子            | 菊池一仁 大森英敏 | 菊池一仁            | 福島豊明                 | 5月29日       |
| 第10打 | 谷越え           | あまみやひとみ      | 静野孔文          | 静野孔文            | 木下ゆうき 箕輪悟        | 6月5日        |
| 第11打 | 強者つどう       | 木村暢              | 小倉宏文          | 小倉宏文            | 中野彰子                 | 6月12日       |
| 第12打 | 世界でただ一本   | 兵頭一歩            | 大宅光子          | 大宅光子            | 工藤柾輝                 | 6月19日       |
| 第13打 | 心に届く光       | 黒岩ヒデユキ        | 山口美浩          | 山口美浩            | 高梨光 箕輪悟            | 6月26日       |
| 第14打 | 男と男の決闘     | 寺崎敦子            | 菊池一仁 大森英敏 | 菊池一仁            | 糸島雅彦                 | 7月3日        |
| 第15打 | 失格             | あまみやひとみ      | 横田和善 大森英敏 | 横田和善            | 渡辺伸弘 箕輪悟          | 7月10日       |
| 第16打 | 北海道へ         | 木村暢              | 大森英敏 山口美浩 | 廣川集一            | 工藤柾輝                 | 7月17日       |
| 第17打 | キャディー       | 兵頭一歩            | 高原由紀          | 高原由紀            | 中野彰子                 | 7月24日       |
| 第18打 | 大好きなショット | 黒岩ヒデユキ        | 高梨光            | 横田和善            | 渡辺伸弘 箕輪悟          | 7月31日       |
| 第19打 | 挑戦             | 寺崎敦子            | 大森英敏          | 山口美浩            | 糸島雅彦 工藤柾輝        | 8月7日        |
| 第20打 | 二人で一人       | あまみやひとみ      | 大森英敏 山口美浩 | 山口美浩            | 箕輪悟                   | 8月14日       |
| 第21打 | 信念             | 木村暢              | 麦野アイス        | 大宅光子            | 佐々木敏子               | 8月21日       |
| 第22打 | 拓さん           | 兵頭一歩            | 餅田隆幸          | 三宅和男            | 渡辺伸弘 高梨光          | 8月28日       |
| 第23打 | 試練             | 寺崎敦子            | 赤坂三十郎        | 廣川集一            | 工藤柾輝                 | 9月4日        |
| 第24打 | 雌雄決す!        | あまみやひとみ      | 高梨光            | 横田和善            | 中野彰子                 | 9月11日       |
| 第25打 | 風間             | 木村暢              | 大森英敏          | 山口美浩            | 松岡秀明                 | 9月18日       |
| 第26打 | 光の中で         | 木村暢              | 大森英敏          | 三宅和男            | 大森英敏 渡辺伸弘 箕輪悟 | 9月25日       |

### 放送局
テレビ東京系列と福島テレビは、2004年8月中旬 - 9月上旬時点のものとする。
| 放送地域       | 放送局         | 放送期間               | 放送日時           | 放送系列       | 備考         |
| -------------- | -------------- | ---------------------- | ------------------ | -------------- | ------------ |
| 関東広域圏     | テレビ東京     | 2004年4月3日 - 9月25日 | 土曜 9:30 - 10:00  | テレビ東京系列 | 製作局       |
| 北海道         | テレビ北海道   | 2004年4月3日 - 9月25日 | 土曜 9:30 - 10:00  | テレビ東京系列 |              |
| 大阪府         | テレビ大阪     | 2004年4月3日 - 9月25日 | 土曜 9:30 - 10:00  | テレビ東京系列 |              |
| 愛知県         | テレビ愛知     | 2004年4月3日 - 9月25日 | 土曜 9:30 - 10:00  | テレビ東京系列 |              |
| 岡山県・香川県 | テレビせとうち | 2004年4月3日 - 9月25日 | 土曜 9:30 - 10:00  | テレビ東京系列 |              |
| 福岡県         | TVQ九州放送    | 2004年4月3日 - 9月25日 | 土曜 9:30 - 10:00  | テレビ東京系列 |              |
| 福島県         | 福島テレビ     | 不明                   | 木曜 15:30 - 16:00 | フジテレビ系列 |              |
| 岐阜県         | 岐阜放送       | 2004年10月 - 2005年3月 | 日曜 8:00 - 8:30   | 独立局         |              |
| 熊本県         | テレビ熊本     | 2005年4月9日 -         | 土曜 5:30 - 6:00   | フジテレビ系列 | 作品の舞台地 |

### 少年サンデーCM劇場
1997年8月（無印）、2000年12月（Xi）より、CM形態として放送されていた。制作はサンライズ 。